# Центр политической конъюнктуры России
Це́нтр полити́ческой конъюнкту́ры (ЦПК) — российский аналитический центр, созданный в 1992 году как частная коммерческая компания, работающая на рынке политического анализа, экспертизы, мониторинговых услуг.
Считается, что ЦПК связан с Владиславом Сурковым

## История
Основан в 1992 году в Москве группой сотрудников Российско-американского университета, Института российской истории РАН и студентов философского факультета МГУ им. М. В. Ломоносова. Первые проекты ЦПК были связаны с изучением процесса становления российской многопартийности и анализом текущей политической конъюнктуры в стране. В 1994 году ЦПК выходит на рынок аналитического мониторинга СМИ и политического консалтинга. В 1999 году на выборах в Государственную Думу ЦПК обеспечивает экспертно-аналитическое обслуживание избирательного блока «Единство», на основе которого затем была создана партия «Единая Россия». С начала 2000-х годов главными заказчикам ЦПК становятся Администрация президента России и партия «Единая Россия».
В разное время ЦПКР опубликовал ряд докладов, получивших большой резонанс в экспертном и медийном сообществах: «Передел собственности в России: новый этап» (2005), «Ведущие российские корпорации и власть: технологии взаимодействия» (2007). В 2007 году были опубликованы Рейтинг политической выживаемости губернаторов и Рейтинг эффективности губернаторов.
В 2019 году в медиарейтинге аналитических центров, составленном Медиалогией, ЦПК вошел в топ-3 наиболее цитируемых и влиятельных центров.
В разное время Центром руководили Владимир Березовский (1992—1997), Алексей Чеснаков (1997—2000), Валерий Фёдоров (2000—2003), Константин Симонов (2003—2008), Михаил Виноградов (2006—2008). С 2008 года ЦПКР вновь возглавляет Алексей Чеснаков.

## Специализация
Основная специализация — анализ политических и бизнес процессов, специализированный мониторинг средств массовой информации, политический, электоральный и бизнес консалтинг.
Эксперты Центра политической конъюнктуры часто выступают спикерами по теме урегулирования конфликта на востоке Украины. ЦПК выпустил несколько аналитических докладов по российско-украинским отношениям и Минским соглашениям.
Также эксперты Центра выпускают информационно-аналитические доклады об актуальных темах внутренней политики, например, о депутатах Госдумы, российских губернаторах и политических предпочтениях россиян.
В ряде публикаций Центр политической конъюнктуры России называется структурой, близкой к Администрации Президента РФ В прессе также высказывались предположения, что отмена губернаторских выборов в 2004 году усилит влияние ЦПК на российском рынке пиар.
В 2020 году ЦПК стал публиковать материалы, посвященные электронным выборам и цифровизации политики.

## Аналитика и исследования
В 2017 году ЦПК выпускал еженедельный аналитический мониторинг «Украина-Донбасс: урегулирование конфликта». Документ посвящен анализу динамики конфликта на востоке Украины.
В 2018 году эксперты ЦПК рассчитали «Индекс социально-политической стабильности в России». Они анализировали актуальные политические события и оценивали их влияние на внутриполитические процессы РФ.
Весной-летом 2019 года эксперты ЦПК изучили биографии и управленческие подходы новых губернаторов, которые были назначены на свои должности осенью 2018 года и весной-летом 2019 года. Итогом этой работы стали политические портреты российских губернаторов.
Осенью 2019 года ЦПК провели несколько исследований, основанных на анализе данных, полученных благодаря API Госдумы. Эксперты изучили то, как депутаты голосуют по различным законопроектам, а также то, как парламентарии используют инструмент депутатских и парламентских запросов в своей работе.
В октябре 2019 года интернет-издание «Актуальные комментарии», учредителем которого является ЦПК, запустило рубрику «Путинизм», в которой анализируются особенности путинской политической системы. Помощник президента Владимира Путина Владислав Сурков прокомментировал первую статью в этом разделе, назвав путинизм «политическим лайфхаком».
В феврале 2020 года эксперты ЦПК выпустили резонансное исследование «Уйти нельзя остаться», в котором были проанализированы риски и страхи россиян в связи с возможным уходом Владимира Путина с поста президента. Это исследование также прокомментировал пресс-секретарь президента Дмитрий Песков.
Во время пандемии коронавируса в России эксперты ЦПК выпустили несколько рейтингов региональных практик по борьбе с распространением инфекции.
В апреле 2020 года в ЦПК инициировали создание нового продукта - рейтинга губернаторов по популярности в социальных сетях.
В 2021 году ЦПК провел серию исследований на тему выборов в Государственную думу. Эксперты спрогнозировали итоги выборов.
В 2023 году ЦПК составил рейтинг авторских каналов экспертов-политологов в Telegram.
В июне 2023 года эксперты ЦПК создали "Первого робота-политолога" — модель, основанную на ChatGPT, а также аналитических и научных материалах политологов. Задача бота — давать ответы на запросы пользователей о выборах в России.
В июне 2023 года ЦПК была запущена серия материалов "Создатели смыслов", в рамках которых проанализирована активность в соцсетях кандидатов на посты глав регионов на выборах 2023 года.

## Публикации
Фонд "Центр политической конъюнктуры" владеет зарегистрированными СМИ "Актуальные комментарии" (веб-сайт actualcomment.ru)
Также издаются монографии:
- Константин Симонов. Политический анализ[33]
- Константин Симонов. Глобальная энергетическая война[34]
- Константин Симонов. Энергетическая сверхдержава[35]
- Леонид Поляков, Валерий Фёдоров, Константин Симонов и др. Обществознание: глобальный мир в XXI веке. Книга для учителя[36]
- Константин Симонов. Русская нефть: последний передел[37]
- Валерий Фёдоров, Автандил Цуладзе. Эпоха Путина[38]
- Механизмы власти: 10 лет политической аналитики[39]
- Идеи. Лидеры. Действия. Библиотека Единой России (в 3 томах)[40]
- Александр Шатилов. Политические партии и движения современной России[41]
- Демократия: перезагрузка смыслов[42]